# Eduard Ivanovič Totleben
Grof Eduard Ivanovič Totleben (rusko Эдуа́рд Ива́нович Тотле́бен), baltsko-nemški vojaški inženir in general Ruskega imperija, * 20. maj 1818, Mitava, Ruski imperij (danes Jelgava, Latvija), † 1. julij 1884, Bad Soden, Nemško cesarstvo.

## Življenjepis
Rodil se je v trgovski družini baltskih Nemcev; tako mu je bil že ob rojstvu namenjen poklic trgovca, a je raje postal vojaški inženir. Šolal se je na inženirski šoli v Sankt Petersburgu (današnji Vojaška inženirsko-tehniška univerza v Sankt Peterburgu). Leta 1836 je vstopil v Imperialno rusko kopensko vojsko; sprva se je boril na Kavkazu proti imamu Šamilu.
Ob izbruhu krimske vojne je sodeloval v obleganju Silistre, nato pa je sodeloval pri obrambi Sevastopola. Kljub temu da je bil le nižji častnik, se je izkazal s smislom za fortifikacije. Do 20. junija 1855, ko je bil ranjen, je sam nadzoroval operacije za obrambo Sevastopola; tako ni bil prisoten ob padcu trdnjave. Med samim obleganjem je bil povišan iz čina podpolkovnika v čin generalporočnika ter postal carjev pribočnik. Ko je ozdravel, je bil zadolžen za fortifikacije vzdolž reke Dneper in za Kronstadt. Leta 1864 je predlagal izboljšave trdnjave Brest, ki so jih izvajali vse do leta 1868. Leta 1856 je obiskal Anglijo, kjer je bil odlikovan zaradi zaslug med krimsko vojno.
Leta 1860 je postal pomočnik velikega vojvode Nikolaja Ruskega, nato pa je postal vodja inženirskega oddelka s činom polnega generala. Na začetku rusko-turške vojne (1877-1878) ni dobil nobenega poveljstva; to se je spremenilo po prvih ruskih porazih. Sprva je bil zadolžen za obleganje bolgarskih trdnjav, nato pa je postal poveljnik celotne kopenske vojske.
Po vojni je bil imenovan za generalnega guvernerja Besarabije in Novorusije. Prav tako je bil povzdignjen v dednega grofa. 
Leta 1880 je postal generalni guverner Vilne. Po dolgotrajni bolezni je leta 1884 umrl v Bad Sodenu in bil pokopan v Sevastopolu.
Po njem so poimenovali vas Totleben v Bolgariji, v spomin na njegovo odločilno vlogo pri obleganju Plevne leta 1877.